# Konstrakta
Ana Đurić (cirill betűkkel: Ана Ђурић, IPA: âna dʑǔːritɕ; születési nevén Ignjatović; cirill betűkkel: Игњатовић; IPA: iɡɲǎːtoʋitɕ; Belgrád, 1978. október 12. –), ismertebb nevén Konstrakta (cirill betűkkel: Констракта) szerb énekesnő, dalszerző. Szóló karrierjének megkezdése előtt a Zemlja gruva! (Земља Грува!) nevű indie pop együttes énekesnője volt.
Komolyabb ismertséget 2022-ben ért el, amikor megnyerte az Eurovíziós Dalfesztivál szerbiai válogatóversenyét az In corpore sano című dalával.
Ő az első szerb előadó, akit Grammy-díjra jelöltek.

## Karrierje
Karrierjét a Mistakemistake nevű együttesben kezdte, majd a Zemlja gruva! énekesnője lett. Az együttes három albumot adott ki: WTF Is Gruveland? (2010), Dino u Zemlji Gruva (2013) és Šta stvarno želiš? (2016). 
Konstrakta első kislemeze 2019-ben jelent meg Žvake (Rágógumik) címmel; ezáltal szóló karrierbe kezdett. 2020 márciusában megjelentette Neam šamana (Nincs sámánom) című dalát. Ezt a dalt egy pletykalapban olvasott cikk ihlette, amely arról szólt, hogy Emina Jahović egy sámán segítségét kérte, hogy túlléphessen a Mustafa Sandaltól való válásán.
2022. február 28-án Konstrakta megjelentette a Triptihet, amely egy 12 perces videoklip három dalnak: a Noblnak, az In corpore sanonak és a Mekanonak. A klipet Maja Uzelac rendezte, az ötletgazdák pedig Konstrakta és Ana Rodić voltak. A klip és a dalok a modern szerb életet ábrázolják.
2022. február 8-án bejelentették, hogy az In Corpore Sano egyike azon 36 dalnak, melyek indulnak az Eurovíziós Dalfesztivál szerb nemzeti döntőjén. Konstrakta az első elődöntőben a második helyet szerezte meg, ezáltal bekerült a döntőbe. Az In corpore sano a szavazatok 31,34%-át kapta meg, ezáltal megnyerte a versenyt, így ő képviselhette Szerbiát a 2022-es Eurovíziós Dalfesztiválon Torinóban. A nemzetközi versenyen az ötödik helyen végzett.
2024-ben ismét részt vett a Pesma za Evroviziju szerb eurovíziós nemzeti dalválasztó műsorban, ezúttal a Novo, bolje című dalával, mellyel a műsor döntőjében a negyedik helyezet szerezte meg, így nem ő képviselhette hazáját az Eurovíziós Dalfesztiválon.

## Magánélete
A Belgrádi Egyetem építészeti karán végzett. 2009-ben házasodott össze Milan Đurić építésszel. Két gyermekük született: Nikola és Lena.